# Christopher Coake
Christopher Coake (Hoosier, 28 novembre 1971) è uno scrittore statunitense.

## Biografia
Nato il 28 novembre 1971 a Hoosier, nell'Indiana, insegna scrittura creativa all'Università del Nevada - Reno.
Ha conseguito un Bachelor of Science alla Ball State University, un Master of Arts alla Miami University e un Master of Fine Arts all'Università statale dell'Ohio.
Ha esordito nella narrativa nel 2005 con la raccolta di racconti Siamo nei guai insignito l'anno successivo del Premio PEN/Robert W. Bingham.
Nel 2012 ha pubblicato il romanzo Sei tornato trasposto nel film Lasciami andare nel 2020, anno d'uscita della sua seconda collezione di racconti, You Would Have Told Me Not To.

## Opere

### Romanzi
- Sei tornato (You Came Back, 2012), Parma, Guanda, 2013 traduzione di Corrado Piazzetta ISBN 978-88-6088-932-4.

### Raccolte di racconti
- Siamo nei guai (We're in Trouble), Parma, Guanda, 2005 traduzione di Corrado Piazzetta ISBN 88-8246-782-1.
- You Would Have Told Me Not To (2020)

## Adattamenti cinematografici
- Lasciami andare, regia di Stefano Mordini (2020) (dal romanzo Sei tornato)

## Premi e riconoscimenti

### Vincitore
Premio PEN/Robert W. Bingham
- 2006 con Siamo nei guai[7]